# Kandida
Kandida je ženské jméno latinského původu. Pochází z latinského slova candidus (bílý nebo upřímný), vykládá se jako bílá. Svátek slaví dne 3. října, popřípadě 4. září.

## Obliba jména
Jméno Kandida vždy v Česku patřilo mezi velice zřídka užívaná jména, přesto však jeho užití bylo zdokumentováno v matrikách z 18. století. K roku 2016 žily v Česku dvě nositelky jména Candida, narozeny byly v letech 1946 a 1980.
Ve světě je toto jméno podstatně častější. Na světě žilo k roku 2014 přibližně 223 729 nositelek jména Candida (nebo Cándida), z toho nejvíce v Latinské Americe, nejvíce nositelek žilo v Brazílii. V Evropě je jméno nejčastější ve Španělsku, kde žije 10 805 nositelek a jde o 444. nejčastější jméno. Dále se ve větším počtu vyskytuje také v Itálii a Anglii.
Jméno Kandida se vyskytuje podstatně řidčeji, v roce 2014 žilo na světě přibližně 3 031 nositelek, nejvíce z nich v Tanzanii. V Evropě se toto jméno vyskytuje v Německu (12 nositelek), v Rusku (10 nositelek) a v Chorvatsku (9 nositelek).

## Významné osobnosti

### Světice a blahoslavené
- Svatá Kandida mladší – římská mučednice, zemřela roku 586
- Svatá Kandida starší – římská prvomučednice, zemřela v Neapoli roku 78
- Svatá Kandida Marie od Ježíše – španělská římskokatolická řeholnice
- blahoslavená Marie Kandida od Eucharistie – italská římskokatolická řeholnice (patřila k Řádu bosých karmelitánek)

### Ostatní
- Cándida Arias – dominikánská volejbalistka
- Cândida Branca Flor – portugalská zpěvačka a bavička
- Candida Cave – britská malířka a spisovatelka
- Candida Donadio – americká literární agentka
- Candida Doyle – britská klávesistka
- Candida Gertler – britská sběratelka umění
- Candida Lycett Green – britská spisovatelka irského původu
- Candida Höferová – německá fotografka
- Candida Thompson – anglická houslistka
- Candida Tobin – britská autorka hudebního edukačního systému
- Candida Xu – čínská katolička

## Jiné
- Candida (divadelní hra) – komedie G. B. Shawa
- Candide – Voltairova satirická novela o upřímném a naivním muži